# Hoort
Hoort település Németországban, Mecklenburg-Elő-Pomeránia tartományban. Lakosainak száma 598 fő (2023. december 31.). Hoort Sülstorf és Uelitz községekkel határos.

## Népesség
A település népességének változása:
| Lakosok száma | 590  | 583  | 600  | 600  | 598  |
|               | 2017 | 2019 | 2021 | 2022 | 2023 |